# Famille Mars
Pour les articles homonymes, voir Mars.
La famille Mars est une famille américaine qui possède le groupe agro-alimentaire Mars Incorporated. Le magazine Fortune la classait comme la famille américaine la plus riche en 1988.

## Histoire
L'histoire de la famille Mars débute avec Frank C. Mars,  le fondateur du futur groupe Mars Incorporated et la recette du Milky Way américain au début du XXe siècle. Son fils unique Forrest fera de la marque Mars une réussite commerciale et industrielle du début des années 1930 jusqu'à son départ à la retraite à fin des années 1960. La troisième génération et notamment les deux fils de Forrest Sr., Forrest Jr. et John, et sa fille, Jacqueline, étendront le succès du groupe au monde entier jusqu'à la fin des années 1990.
Aujourd'hui la propriété de la compagnie transite dorénavant dans les mains de la troisième vers la quatrième génération, la direction est toutefois passée d'une gestion dynastique vers une gestion non-familiale. Le groupe est cependant toujours la propriété de la famille et c'est elle qui supervise le conseil d'administration. Le PDG de Mars Incorporated est M. Poul Weihrauch qui a pris la main après les départs à la retraite de M. John et de M. Forrest.

### Fortune
Jusqu'à la mort de Forrest Mars Sr. en 1999, lui et ses deux fils étaient respectivement classés 29e, 30e et 31e par le magazine Forbes dans la liste des Américains les plus riches, avec chacun une fortune estimée approximativement à 4 milliards de dollars. Dix ans plus tard, en 2009, les trois enfants de Forrest Sr. Mars (Forrest, Jacqueline et John) sont classés par Forbes au 43e rang mondial avec 9 milliards de dollars chacun.
En 2018, la famille Mars s'est enrichie de 37 milliards de dollars pour atteindre 127 milliards de fortune cumulée.

### Générations
Les Mars lorsqu'ils mentionnent des membres de leur famille utilisent souvent les termes de g1, g2, g3, g4 et g5 pour désigner les différentes générations successives depuis le fondateur Frank.

### Réputation
La famille, tout comme le groupe Mars Incorporated, était réputée pour protéger férocement sa vie privée, refusant toute entrevue ou prise de photos en public, à l'exception de Jacqueline Mars. Cette situation a partiellement changé depuis le début des années 2000, notamment pour donner de la transparence aux actions du groupe et contrer les désinformations à son sujet.

### Lobbying
La famille Mars fait partie des 18 familles milliardaires qui ont fait du lobbying auprès du Congrès américain pour abolir les droits de succession. Selon Public Citizen, depuis 1994 ces familles ont dépensé environ 500 millions de dollars en efforts de lobbying.

## Arbre généalogique
- Franklin Clarence Mars (1883–1934) - fondateur et inventeur de la barre Milky Way
  - Ethel G. Kissack (1882–1980)[5] - première femme de Frank C. Mars (m. 1902)
    - Forrest Edward Mars, Sr. (1904–1999) - inventeur de la barre Mars et des M&M's
      - Audrey Ruth Meyer (1910–1989) - femme de Forrest E. Mars, Sr.
        - Forrest Edward Mars, Jr. (1931-2016)[6]
          - Virginia Cretella (1929/1930)[7] - première femme de Forrest E. Mars, Jr. [8]
            - Victoria B. Mars[9],[6]
            - Valerie Anne Mars[10],[6]
              - Philip Michael White - mari de Valerie A. Mars (m. 1984)[10]

            - Pamela Diane Mars (Pamela D. Mars-Wright, 1960/1961)[11],[6]
              - Lonnie Jay Wright (1960/1961) - mari de Pamela D. Mars (m. 1992)[11]

            - Marijke Elizabeth Mars (1964/1965)[12]
              - Joseph S. Doyle - mari de Marijke E. Mars (m. 1991)[12]

          - Deborah Adair Clarke - seconde femme de Forrest E. Mars, Jr.[8]

        - John Franklyn Mars (1935)[6]
          - Adrienne Bevis - femme de John Franklyn Mars (m. 1958)[13]
            - Linda Anne Mars (1960)[9],[13]
            - Frank Edward Mars (1963)[9],[13],[6]
              - Susan Alleman Mars - femme de Frank E. Mars[14]

            - Michael John Mars (1967)[15],[13],[6]
              - Sarah Ann Robbins (1968) - femme de Michael J. Mars (m. 1993)[15],[13]

        - Jacqueline Mars (1940)[6]
          - David H. Badger - premier mari de Jacqueline Mars (m. 1961–1984)[9]
            - Alexandra Badger (Alexandra B. Airth, 1966/1967)[6],[16]
              - Andrew Towne Carey (1966/1967) - premier mari de Alexandra Badger (m. 1991–19??)[16]
              - Alan Airth - second mari de Alexandra Badger[17]

            - Stephen Mills Badger (1969)
            - Christa M. Badger (1975)[6]

          - Hank Vogel - second mari de Jacqueline Mars (m. 1986–19??)[9]

  - Ethel Veronica Healy (1884–1945)[18] - seconde femme de Frank C. Mars (m. 1910–1934)
    - Patricia Mars - fille de Ethel V. Mars[18]